# Avante!
Avante! è un periodico politico portoghese, fondato il 15 febbraio 1931, organo ufficiale del Partito Comunista Portoghese. È il periodico che è stato distribuito clandestinamente, dal febbraio 1931 al maggio 1974, per più tempo al mondo.

## Storia
Il primo numero fu stampato clandestinamente in una tipografia situata in Largo de São Paulo a Lisbona grazie ad uno studente. Uscì il 15 febbraio 1931. Sino al 1941 il giornale uscì con una cadenza irregolare a causa della repressione operata dalla polizia segreta del regime fascista di Salazar. Nel 1941, in seguito ad una profonda riorganizzazione del partito comunista, Avante! poté essere stampato con una cadenza mensile pur restando nella più completa illegalità. Durante la seconda guerra mondiale fu l'unico giornale portoghese a raccontare il vero andamento del conflitto focalizzandosi sui successi dell'Armata Rossa. Negli anni sessanta, con lo scoppio delle guerre di liberazione nelle colonie portoghesi in Africa il giornale adotto una line editoriale anticolonialista e di supporto alla causa degli indipendentisti.
Il 17 maggio 1974, poco dopo la Rivoluzione dei Garofani fu stampato il primo numero legale. Da quella data Avante! uscì come settimanale.